# Ripley, Ohio
Ripley là một làng thuộc quận Brown, tiểu bang Ohio, Hoa Kỳ. Năm 2010, dân số của làng này là 1750 người.

## Dân số
- Dân số năm 2000: 1745 người.
- Dân số năm 2010: 1750 người.